# Hamamacu
Hamamacu (japonsky 浜松市, Hamamacu-ši) je město na západě prefektury Šizuoka v Japonsku a největší město této prefektury. 1. července 2005 bylo sloučeno s 11 sousedními městy a stalo se městem určeným vládním nařízením 1. dubna 2007.
Má rozlohu 1511,17 km² a žije zde 808 182 obyvatel (2007).

## Průmysl
- Hamamatsu Photonics
- Kawai Musical Instruments
- Roland Corporation
- Suzuki
- Tōkai Gakki (také známá jako Tokai Guitars Company Ltd.)
- Yamaha
- Honda

## Stavby
- Act Tower

## Partnerská města
- Camas, USA (září 1981)
- Chehalis, USA (říjen 1998)
- Porterville, USA (říjen 1981)
- Rochester, USA (říjen 2006)
- Varšava, Polsko (1. září 1990)